# Саратовское высшее военное командно-инженерное училище ракетных войск

Саратовское военное училище, памятная плита

Саратовское высшее военное командно-инженерное Краснознамённое ордена Красной Звезды училище ракетных войск имени Героя Советского Союза генерал-майора А. И. Лизюкова (СВВКИУ РВ) — военное учебное заведение ВС РСФСР, СССР и России. Было изначально образовано в 1918 году.
Располагалось в городе Саратов. Расформировано в 2003 году. 144 человек, проходивших обучение в училище, в дальнейшем были удостоены звания Героя Советского Союза.
6 июля 2024 года восстановлено в соответствии с Распоряжением Правительства Российской Федерации под названием «Саратовское высшее артиллерийское командное училище» (СВАКУ).

## История
- 3 июля 1918 года с согласия главного комиссара Военно-учебного управления Всероссийского Главного Штаба от 2 июля 1918 года в Саратове началось формирование военно-инструкторского училища.
- 7 августа 1918 года особым приказом Саратовского губернского комиссариата училище было переименовано в Саратовские пехотно-пулеметные командные курсы.
- 2 января 1919 года состоялся первый выпуск курсантов в количестве 38 человек.
- Летом 1919 года курсантский батальон училища из 420 человек участвовал в боях с белыми казаками в районе станции Чертково. 12 июля 1919 года постановлением ВЦИК № 165 командные курсы за боевые заслуги награждены орденом Красного Знамени. Тогда же им были вручены Красное Знамя ВЦИК и Красное Знамя Московского Совета рабочих и крестьянских депутатов.
- 29 июня 1920 года курсы переименованы в 34-е Саратовские пехотно-пулеметные командные курсы.
- 20 августа 1920 года для борьбы за установление советской власти в Закавказье курсами было выделено 240 человек. Впоследствии саратовские курсанты послужат главной опорой для основания 21-й Тифлисской пехотной школы.
- Приказом РВСР от 31 декабря 1920 года 34-е Саратовские пехотно-пулеметные курсы переформированы в 20-ю Саратовскую Краснознаменную пехотную школу.
- В начале 1920-х годов курсанты училища участвуют в подавлении белогвардейского движения в Поволжье.
- 12 марта 1922 года, за борьбу с бандитизмом, 20-я Саратовская пехотная школа награждена Красным знаменем.
- Приказом РВСР от 9 октября 1924 года пехотная школа переформирована в Саратовскую пехотную школу переподготовки командиров РККА.
- Приказом РВС СССР № 384/67 от 1 октября 1927 года преобразована в Саратовскую Краснознамённую школу переподготовки командиров запаса РККА.
- 6 ноября 1927 года школе присуждено шефское Красное знамя.
- постановлением ЦИК СССР от 10 февраля 1929 года школа награждена Революционным Красным Знаменем ЦИК СССР.
- 15 апреля 1931 года переформирована в Саратовскую бронетанковую Краснознамённую школу РККА.
- 1 июля 1932 года — первый набор танкистов.
- 1 июля 1937 года во время политических «чисток» в РККА был арестован и затем расстрелян начальник училища полковник Шипов Н. К.
- 16 марта 1937 года преобразована в Саратовское Краснознамённое бронетанковое училище.
- В сентябре 1938 года училище послужило основным поставщиком младшего комсостава для только основанного 2-го Саратовского бронетанкового училища. С этого момента СКБТУ стало именоваться 1-м Саратовским БТУ.
- До начала Великой Отечественной войны занималось подготовкой красных командиров пехоты, связи и офицеров запаса, а также лейтенантов-танкистов (в том числе химиков-танкистов и техников ГСМ) и воентехников 2-го ранга[3].
- С июля по декабрь 1941 года училище отправило на фронт около 3000 политбойцов.
- В августе 1942 года училище отправило на фронт танковую роту.
- Указом Президиума Верховного Совета СССР от 2 июля 1943 года 1-е Саратовское Краснознамённое танковое училище в ознаменование 25-й его годовщины за выдающиеся успехи в подготовке командных кадров и боевые заслуги перед Родиной награждено орденом Красной Звезды и ему присвоено имя Героя Советского Союза генерал-майора А. И. Лизюкова.
- В июле 1943 года училище переведено на новый профиль обучения — лейтенантов на танки Т-34[4].
- В 1959 году преобразовано в Саратовское Краснознамённое ордена Красной Звезды артиллерийское техническое училище имени А. И. Лизюкова.

Ракета РА-17, Саратов

- С 1963 года занималось подготовкой офицеров-ракетчиков для сухопутных войск[3].

СВВКУ РВ памятная плита

- 13 июня 1983 года преобразовано в Саратовское высшее командно-инженерное Краснознамённое ордена Красной Звезды училище ракетных войск имени Героя Советского Союза генерал-майора А. И. Лизюкова[5].
- 11 ноября 2002 года постановлением правительства России № 807 Саратовское высшее командно-инженерное училище ракетных войск имени Героя Советского Союза генерал-майора А. И. Лизюкова присоединено к Михайловскому военному артиллерийскому университету (г. Санкт-Петербург) в качестве филиала.
- В 2003 году училище было расформировано[3]. В дальнейшем на площадях училища начал действовать Региональный учебный центр боевой подготовки ракетных войск и артиллерии Вооружённых Сил Российской Федерации.
- 6 июля 2024 года вышло Распоряжение Правительства Российской Федерации о возрождении артиллерийского училища как Саратовского высшего артиллерийского командного училища (СВАКУ)[2]. Согласно заявлениям председателя Государственной думы Вячеслава Володина от марта 2024 года, первый набор должен был состояться в этом же году[6]. Торжественное открытие состоялось 30 августа 2024 года[7]. В первый набор возрождённого училища вошёл 291 курсант[8][9].

## Начальники училища
- Блинов М. П. (1918)
- Климовский П. П. (август 1918—1919)
- Вакулич П. И. (1920—1923)
- Распопов В. П. (апрель 1923 — сентябрь 1925)
- Смирнов И. К. (сентябрь 1925 — декабрь 1926)[10]
- Спильниченко С. А. (1926—1933)[10]
- Матвиевский Н. Г. (1933—1936)[10]
- Шипов Н. К. (1936—1938)[10]
- ВРИД Пошкус А. А. (1937—1938)[10][11]
- Роганин Д. А. (1938—1942)[10]
- Сафонов И. А. (1943—1945)[10]
- Дергачёв И. Ф. (1945—1946)[10]
- Сергеев И. И. (1946—1949)
- полковник / генерал-майор Вержбицкий М. С. (1949—1953)[12]
- генерал-майор Ефремов А. М. (март 1953 — июль 1961)[13]
- генерал-майор Диброва И. Ф. (июль 1961 — декабрь 1963)[13]
- генерал-майор Семёнов М. И. (декабрь 1963 — октябрь 1966)[13]
- генерал-майор Корф Н. М. (1966—1973)[13]
- генерал-лейтенант Кобзарь А. С. (январь 1973—1985)[13]
- генерал-майор Родионов В. Б. (1985—1989)[13]
- генерал-майор Усынин Ю. К. (1989—2000)[13]
- генерал-майор Волков В. С. (2000—2003)[13]
- полковник Дорохов Р. А. (с 2024)[14]

## Выпускники училища

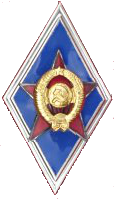
Нагрудный знак,
ВС СССР,
за окончание военно-учебного заведения — высших военных училищ и военных институтов

Герои Советского Союза
- Маршал Советского Союза Крылов Николай Иванович
- Генерал-полковник Драгунский Давид Абрамович
- Гвардии лейтенант Анискин Михаил Александрович
- Гвардии полковник Бийма Иван Спиридонович
- Гвардии старший лейтенант Блинов Никита Павлович
- Генерал-майор Боборыкин Иван Павлович
- Гвардии лейтенант Богатырев Василий Васильевич
- Младший лейтенант Боженко Александр Гаврилович
- Капитан Болотов Павел Васильевич
- Гвардии полковник Борисов Михаил Семенович
- Подполковник Братусь Иван Иванович
- Гвардии подполковник Бурда Александр Федорович
- Генерал-полковник Бурдейный Алексей Семенович
- Майор Васильев Александр Федорович
- Капитан Ведерников Иван Анисимович
- Гвардии младший лейтенант Викулов Павел Иванович
- Подполковник Винокуров Вячеслав Петрович
- Полковник Волгин Иван Тимофеевич
- Капитан Гаганов Алексей Георгиевич
- Лейтенант Гаркуша Яков Филиппович
- Старший лейтенант Гвоздев Алексей Федорович
- Генерал-лейтенант Горбань Василий Моисеевич
- Подполковник Горошек Павел Антонович
- Старший лейтенант Гусев Иван Петрович
- Гвардии полковник Данилов Алексей Степанович
- Гвардии старший лейтенант Дмитриевский Борис Николаевич
- Старший лейтенант Жариков Анатолий Максимович
- Майор Захарченко Павел Федорович
- Техник-лейтенант Зиновьев Николай Анисимович
- Лейтенант Иванов Василий Николаевич
- Капитан Иванов Сергей Иванович
- Генерал армии Ивановский Евгений Филиппович
- Подполковник Ивушкин Петр Терентьевич
- Полковник Калеников Иван Емельянович
- Генерал-майор Карасев Михаил Дмитриевич
- Лейтенант Кирьянов Павел Николаевич
- Подполковник Клочков Владимир Васильевич
- Лейтенант Красиков Николай Максимович
- Лейтенант Малозёмов Иван Прокопьевич

Герои Социалистического Труда
- Капитан Мирошниченко Юрий Васильевич
- Генерал-майор Пономарёв Валериан Корнельевич

Прочие выпускники
- Генерал-лейтенант Матвеевский Михаил Михайлович[16]

## Галерея

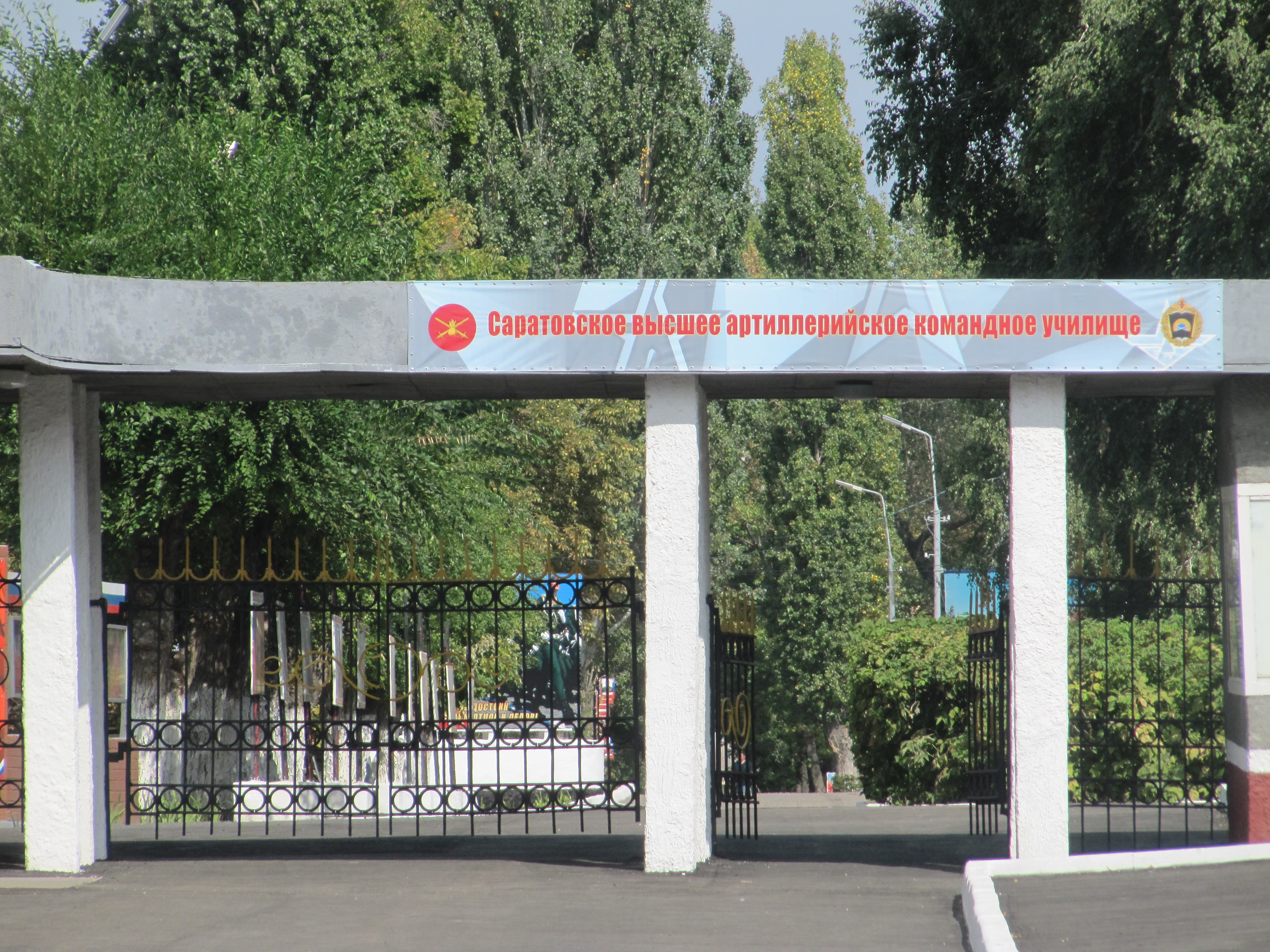
Саратовское высшее артиллерийское командное училище (ворота)
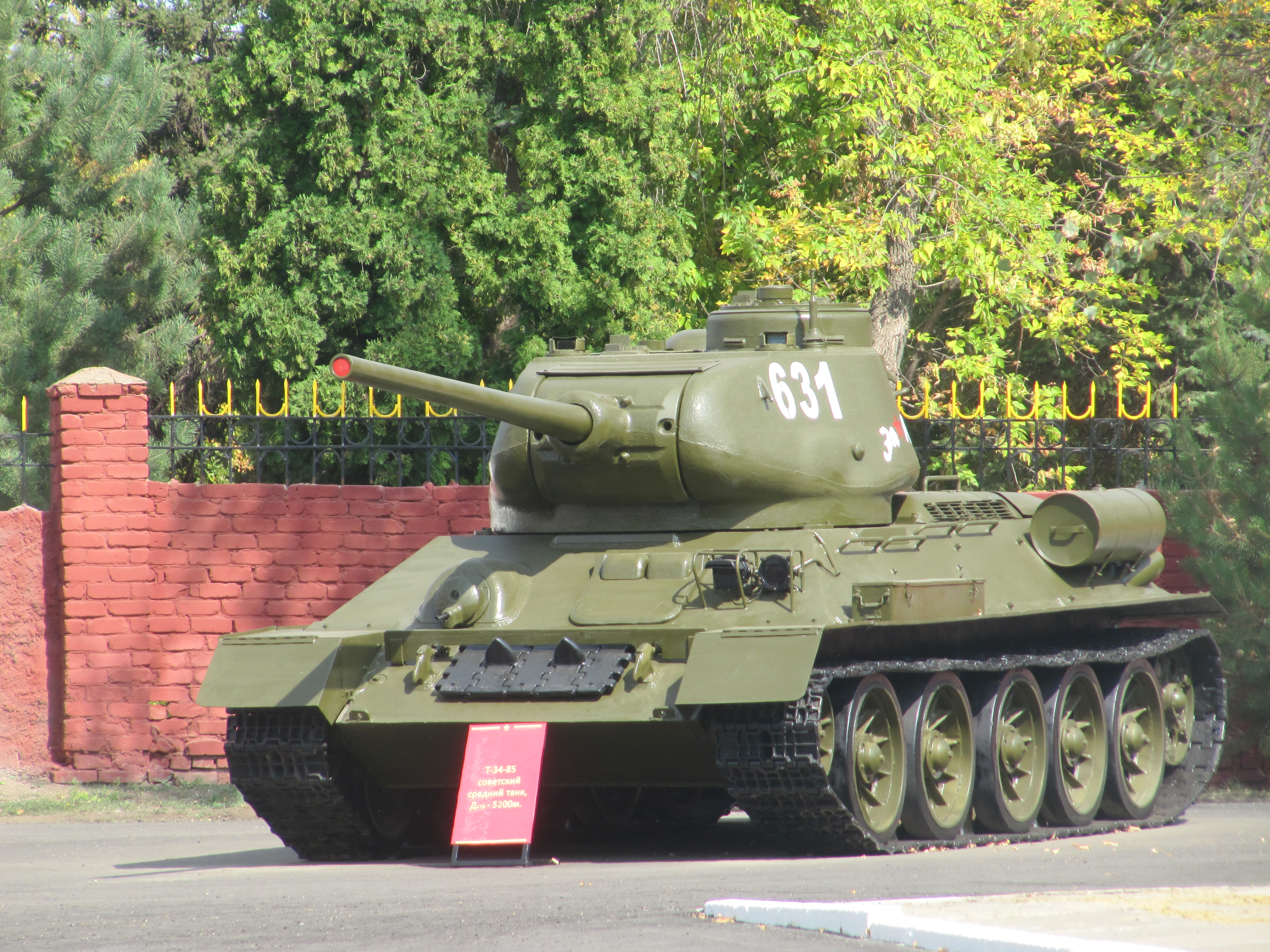
Т-34-85 в училище
Памятник воспитанникам училища, павшим в боях за свободу и независимость Родины (улица Артиллерийская, дом 2)